# تقویت کننده شارژ
تقویت کننده شارژ، یکپارچه کننده جریان الکترونیکی است که ولتاژ خروجی متناسب با مقدار یکپارچه جریان ورودی یا کل شارژ تزریق شده تولید می‌کند.

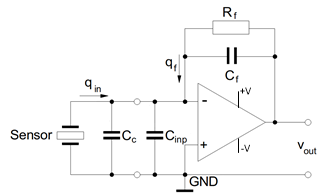
شماتیک تقویت کننده شارژ با سنسور پیزوالکتریک

تقویت کننده جریان ورودی را با استفاده از یک خازن مرجع فیدبک جبران می‌کند و ولتاژ خروجی را به‌طور معکوس متناسب با مقدار خازن مرجع اما متناسب با کل شارژ ورودی که در طول دوره زمانی مشخص جریان دارد تولید می‌کند؛ بنابراین مدار به عنوان مبدل شارژ به ولتاژ عمل می‌کند. بهره مدار به مقادیر خازن فیدبک بستگی دارد.
تقویت‌کننده شارژ توسط والتر کیستلر در سال ۱۹۵۰ اختراع شد.
طرح
تقویت کننده‌های شارژ معمولاً با استفاده از تقویت کننده عملیاتی یا سایر مدارهای نیمه هادی با بهره بالا با خازن فیدبک منفی Cf ساخته می‌شوند.
سیگنال شارژ ورودی q به داخل گره معکوس و شارژ بازخورد qf از خروجی جریان می‌یابد. طبق قوانین مدار کیرشهوف، آنها یکدیگر را جبران می‌کنند.
{\displaystyle q_{in}=-q_{f}}
شارژ ورودی و ولتاژ خروجی با علامت معکوس متناسب هستند. خازن فیدبک C f تقویت را تنظیم می‌کند.
{\displaystyle v_{out}={\frac {q_{f}}{C_{f}}}=-{\frac {q_{in}}{C_{f}}}}امپدانس ورودی مدار به دلیل اثر میلر تقریباً صفر است. از این رو تمام خازن‌های سرگردان (خازن کابل، ظرفیت ورودی تقویت کننده و غیره) عملاً زمین هستند و هیچ تأثیری بر سیگنال خروجی ندارند.
مقاومت فیدبک Rf خازن را تخلیه می‌کند. بدون Rf بهره DC بسیار زیاد خواهد بود به طوری که حتی جریان آفست ورودی DC کوچک تقویت کننده عملیاتی به شدت در خروجی تقویت می‌شود. Rf و Cf حد فرکانس پایین تقویت کننده شارژ را تنظیم می‌کنند.
{\displaystyle f_{l}={\frac {1}{2\pi R_{f}C_{f}}}}
با توجه به اثرات DC توصیف شده و مقاومت‌های انزوا محدود در تقویت کننده‌های بار عملی، مدار برای اندازه‌گیری بارهای ساکن مناسب نیست. با این حال، تقویت کننده‌های شارژ با کیفیت بالا امکان اندازه‌گیری شبه استاتیک را در فرکانس‌های زیر ۰٫۱ هرتز می‌دهند. برخی از سازندگان نیز به جای Rf از کلید تنظیم مجدد برای تخلیه دستی Cf قبل از اندازه‌گیری استفاده می‌کنند.

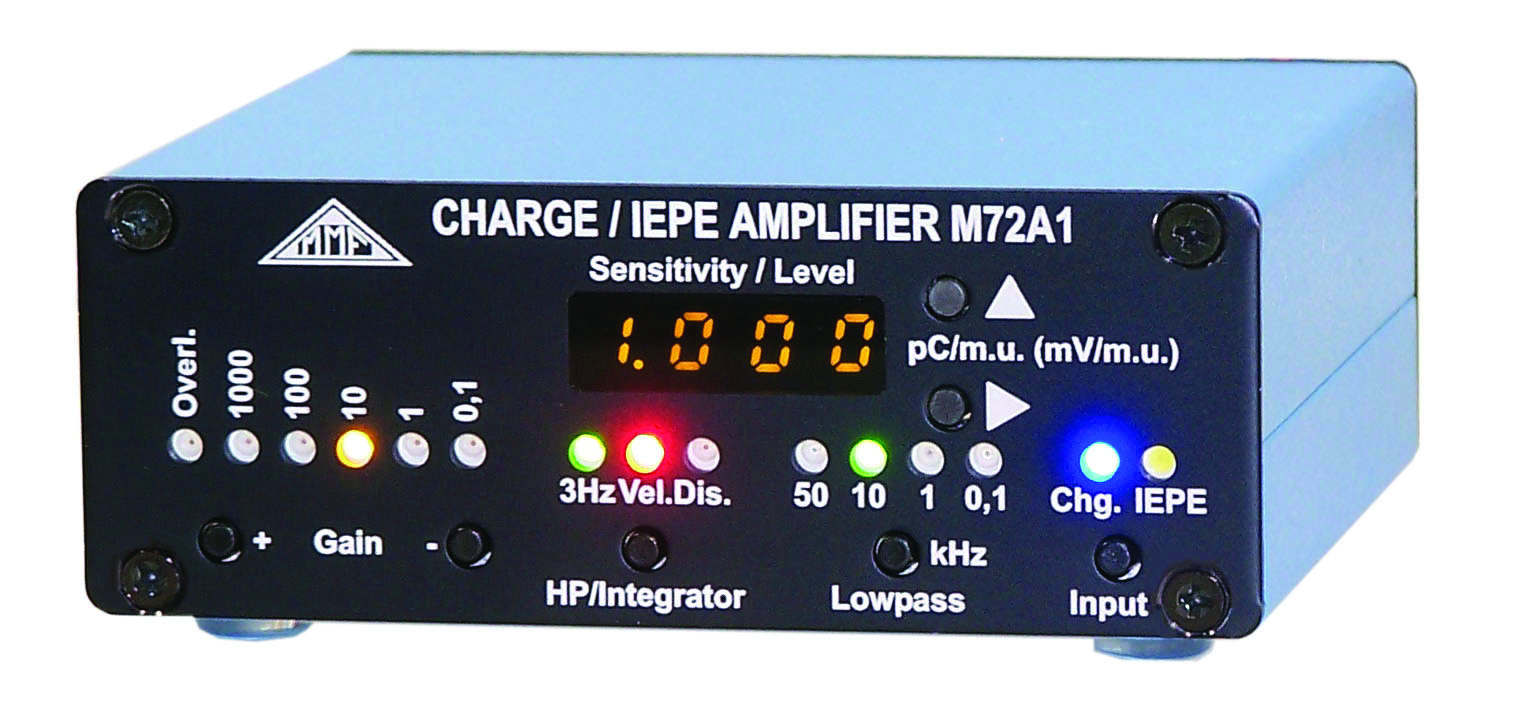
تقویت کننده شارژ سنسورهای پیزوالکتریک

تقویت کننده‌های شارژ عملی معمولاً شامل مراحل اضافی مانند تقویت کننده‌های ولتاژ، تنظیم حساسیت مبدل، فیلترهای بالا و پایین گذر، یکپارچه سازها و مدارهای نظارت بر سطح هستند.
سیگنال‌های شارژ در ورودی تقویت‌کننده شارژ می‌تواند به اندازه مقداری fC باشد (FemtoCoulomb = 10-15 C). یک اثر انگلی کابل‌های حسگر کواکسیال رایج، تغییر شارژ در هنگام خم شدن کابل است. حتی حرکت خفیف کابل ممکن است سیگنال‌های شارژ قابل‌توجهی ایجاد کند که از سیگنال سنسور قابل تشخیص نیستند. کابل‌های کم نویز ویژه با پوشش رسانای جداسازی داخلی برای به حداقل رساندن چنین اثراتی ساخته شده‌اند.
برنامه‌های کاربردی
کاربردهای متداول شامل تقویت سیگنال از دستگاه‌هایی مانند سنسورهای پیزوالکتریک و فوتودیودها است که در آن خروجی شارژ از دستگاه به ولتاژ تبدیل می‌شود.
تقویت کننده‌های شارژ نیز به‌طور گسترده در ابزارهای اندازه‌گیری تشعشعات یونیزان، مانند شمارنده تناسبی یا شمارنده سوسوزن، که در آن انرژی هر پالس تشعشع شناسایی شده به دلیل یک رویداد یونیزان باید اندازه‌گیری شود، استفاده می‌شود. ادغام پالس‌های شارژ از آشکارساز، تبدیل انرژی پالس ورودی به خروجی اوج ولتاژ را می‌دهد، که سپس می‌تواند برای هر پالس اندازه‌گیری شود. معمولاً این به مدارهای تشخیص یا یک تحلیلگر چند کاناله می‌رود.
کاربردهای بیشتر در مدار بازخوانی تصویرگرهای CCD و آرایه‌های آشکارساز پرتو ایکس صفحه تخت است. تقویت کننده قادر است شارژ بسیار کوچک ذخیره شده در یک خازن درون پیکسلی را به سطح ولتاژی تبدیل کند که به راحتی قابل پردازش باشد. برخی از آمپلی فایرهای پیکاپ گیتار نیز از تقویت کننده شارژ استفاده می‌کنند.
مزایای تقویت‌کننده‌های شارژ عبارتند از :
- اندازه‌گیری‌های شبه استاتیک را در شرایط خاص، مانند فشار مداوم بر روی یک پیزو که چندین دقیقه طول می‌کشد، امکان‌پذیر می‌کند.
- ترازمندی: مبدل‌های پیزوالکتریک با خروجی شارژ و تقویت‌کننده‌های شارژ خارجی می‌توانند در دماهای بالاتر نسبت به دستگاه‌های الکترونیک داخلی استفاده شوند.
- ضریب تقویت تنها به خازن بازخورد وابسته است، برخلاف تقویت‌کننده‌های ولتاژ که تأثیر قابل توجهی از ظرفیت ورودی تقویت‌کننده و ظرفیت موازی کابل را تجربه می‌کنند.